# 第14回IBAFインターコンチネンタルカップ日本代表
第14回IBAFインターコンチネンタルカップ日本代表（だい14かいIBAFインターコンチネンタルカップにっぽんだいひょう）は、1999年11月にオーストラリアのシドニーで行われた第14回IBAFインターコンチネンタルカップに出場するために編成された野球日本代表チームである。

## 概要
約1か月前の第20回アジア野球選手権兼シドニー五輪予選で、史上初めてプロから代表選手が招集され、翌年のシドニー五輪のプレ大会と位置づけられた本大会にもプロ選手が招集された。但し24歳以下の若手のみ。
構成は、プロ7人、社会人13人、大学生2人の計22人となった。

## 代表メンバー
所属や年齢は選出当時。
| 位置   | 氏名       | 所属                       | 年齢 |
| ------ | ---------- | -------------------------- | ---- |
| 監督   | 大田垣耕造 | 東芝元監督                 | 50   |
| 投手   | 杉浦正則   | 日本生命                   | 31   |
| 投手   | 藤田太陽   | 川崎製鉄千葉               | 19   |
| 投手   | 原田洋     | 住友金属鹿島               | 27   |
| 投手   | 愛敬尚史   | 松下電器                   | 22   |
| 投手   | 森憲久     | 三菱自動車京都             | 26   |
| 投手   | 鈴木学     | 小西酒造                   | 28   |
| 投手   | 黒田博樹   | 広島東洋カープ             | 24   |
| 投手   | 前田和之   | オリックス・ブルーウェーブ | 24   |
| 捕手   | 的場直樹   | 明治大学                   | 22   |
| 捕手   | 鈴木輝彦   | NTT東日本                  | 24   |
| 捕手   | 高根澤力   | 三菱自動車川崎             | 25   |
| 内野手 | 工藤賢二   | 東芝                       | 24   |
| 内野手 | 阿部真宏   | 法政大学                   | 21   |
| 内野手 | 沖原佳典   | NTT東日本                  | 27   |
| 内野手 | 平馬淳     | 東芝                       | 24   |
| 内野手 | 岩村明憲   | ヤクルトスワローズ         | 20   |
| 内野手 | 玉野宏昌   | 西武ライオンズ             | 21   |
| 外野手 | 鷹野史寿   | 日産自動車                 | 26   |
| 外野手 | 梶山義彦   | 三菱自動車川崎             | 29   |
| 外野手 | 斉藤宜之   | 読売ジャイアンツ           | 23   |
| 外野手 | 濱中治     | 阪神タイガース             | 21   |
| 外野手 | 川口憲史   | 大阪近鉄バファローズ       | 23   |

## 大会戦績

### 予選リーグ
- 第1戦（11月4日）　日本 0-4 アメリカ合衆国
- 第2戦（11月5日）　日本 5-2 韓国
- 第3戦（11月6日）　日本 10-2 イタリア
- 第4戦（11月7日）　日本 1-4 キューバ
- 第5戦（11月8日）　日本 6-1 オーストラリア
- 第6戦（11月9日）　日本 6-0 チャイニーズタイペイ
- 第7戦（11月10日）　日本 15-2 オランダ
予選リーグ5勝2敗の3位通過。

### 決勝トーナメント
- 準決勝（11月12日）　日本 0-2 オーストラリア
- 三位決定戦（11月14日）　日本 6-0 アメリカ　
日本は3位。オーストラリアが優勝した。